# Landrecourt-Lempire
Landrecourt-Lempire è un comune francese di 204 abitanti situato nel dipartimento della Mosa nella regione del Grand Est.

## Società

### Evoluzione demografica
Abitanti censiti